# Morten Nordstrand
Morten Nordstrand Nielsen (ur. 8 czerwca 1983 w Hundested) – piłkarz duński grający na pozycji napastnika. 

## Kariera klubowa
Karierę piłkarską Nordstrand rozpoczął w klubie z rodzinnej miejscowości Hundested, noszącym nazwę Hundested IK. Był także zawodnikiem juniorskiej drużyny Frederikshavn fI oraz następnie Lyngby BK. W 2001 roku awansował do kadry pierwszej drużyny, a 9 grudnia zadebiutował w Superligaen w przegranym 0:7 wyjazdowym spotkaniu z Aarhus GF. W 2002 roku Lyngby zostało relegowane do Danmarksserien. W sezonie 2004/2005 zdobył 22 bramki, z tym wynikiem został królem strzelców 2. division i przyczynił się do awansu klubu do 1. division. Sezon później strzelił 29 goli w lidze, dzięki temu ponownie uzyskał tytuł króla strzelców.
W 2006 roku Nordstrand przeszedł z Lyngby do FC Nordsjælland. W nowym zespole po raz pierwszy wystąpił 19 lipca 2006 w wygranym 5:0 w domowym meczu z Randers FC, w którym zdobył dwa gole.
W 2007 roku został zawodnikiem FC København. Kosztował 15 milionów koron duńskich (około 2 milionów euro). Był to najdroższy w historii transfer pomiędzy dwoma duńskimi klubami. Swój debiut w Kopenhadze zaliczył 18 lipca 2007 w meczu przeciwko FC Nordsjælland (0:1). W sezonie 2008/2009 został królem strzelców Superligaen strzelając 16 bramek.
W 2009 roku został wypożyczony do holenderskiego klubu FC Groningen, a po zakończeniu sezonu 2009/2010 wrócił do FC København. W 2011 roku udał się na kolejne wypożyczenie, tym razem do Nordsjælland. W 2012 roku podpisał kontrakt z tym klubem. W 2015 roku przeszedł do Aarhus GF. W 2016 został zawodnikiem australijskiego Newcastle United Jets, a w 2017 trafił do Fremad Amager. W 2018 roku zakończył karierę piłkarską.
| Sezon   | Klub                  | Kraj      | Rozgrywki          | Mecze | Bramki |
| ------- | --------------------- | --------- | ------------------ | ----- | ------ |
| 2001/02 | Lyngby                | Dania     | Superligaen        | 3     | 0      |
| 2002/03 | Lyngby                | Dania     | III liga           | 23    | 10     |
| 2003/04 | Lyngby                | Dania     | III liga           | 9     | 3      |
| 2004/05 | Lyngby                | Dania     | III liga           | 29    | 22     |
| 2005/06 | Lyngby                | Dania     | II liga            | 29    | 29     |
| 2006/07 | Nordsjælland          | Dania     | Superligaen        | 33    | 19     |
| 2007/08 | Kopenhaga             | Dania     | Superligaen        | 29    | 9      |
| 2008/09 | Kopenhaga             | Dania     | Superligaen        | 29    | 16     |
| 2009/10 | Kopenhaga             | Dania     | Superligaen        | 5     | 2      |
| 2009/10 | FC Groningen          | Holandia  | Eredivisie         | 12    | 2      |
| 2010/11 | Kopenhaga             | Dania     | Superligaen        | 4     | 1      |
| 2010/11 | FC Nordsjælland       | Dania     | Superligaen        | 9     | 1      |
| 2011/12 | Kopenhaga             | Dania     | Superligaen        | 19    | 3      |
| 2012/13 | FC Nordsjælland       | Dania     | Superligaen        | 22    | 7      |
| 2013/14 | FC Nordsjælland       | Dania     | Superligaen        | 21    | 3      |
| 2014/15 | FC Nordsjælland       | Dania     | Superligaen        | 13    | 0      |
| 2014/15 | Aarhus GF             | Dania     | Duńska 1. division | 14    | 2      |
| 2015/16 | Aarhus GF             | Dania     | Superligaen        | 10    | 1      |
| 2015/16 | Newcastle United Jets | Australia | A-League           | 11    | 4      |
| 2016/17 | Newcastle United Jets | Australia | A-League           | 23    | 3      |
| 2017/18 | Fremad Amager         | Dania     | Duńska 1. division | 29    | 4      |

## Kariera reprezentacyjna
W reprezentacji Danii Nordstrand zadebiutował 6 lutego 2007 w wygranym 3:1 towarzyskim spotkaniu z Australią. Swoje pierwsze dwa gole w kadrze narodowej zdobył 12 grudnia 2007 w zwycięskim 4:0 meczu eliminacji do Euro 2008 z Liechtensteinem.